# داء النوكارديات
داء النوكارديات هو مرض معد يصيب الرئتين (داء النوكاردية الرئوية) أو الجسم كله (داء النوكاردية). ويرجع ذلك إلى الإصابة بعدوى بكتيريا من جنس نوكاردية، والأكثر شيوعًا من نوكاردية نجمية أو نوكاردية برازيلية.
وهو أكثر شيوعًا لدى الذكور البالغين، خاصةً أولئك الذين يعانون من ضعف جهاز المناعة. والمرضى الذين يعانون من عدوى نوكارديا الدماغ، يتجاوز معدل الوفيات 80 %. وفي أنواع أخرى، تبلغ نسبة الوفيات 50%، حتى مع العلاج المناسب.

## العلامات والأعراض

### عدوى رئوية
- ينتج شكلًا خبيثًا من الالتهاب الرئوي (التدريجي).
- عرق ليلي، حمى، سعال، ألم في الصدر.
- تكون الأعراض أكثر حدة لدى الأفراد الذين يعانون من نقص المناعة.
- تظهر الدراسات الإشعاعية تسلل رئوي متعدد، مع ميل إلى النخر المركزي.

### العدوى العصبية
- صداع، خمول، تخليط، نوبات اختلاجية، عجز عصبي مفاجئ
- ظهور خراج دماغي على التصوير المقطعي المحوسب
- التهاب السحايا النوكاردي صعب التشخيص

### الحالات القلبية
- يرتبط داء النوكارديات ارتباطًا وثيقًا بالتهاب شغاف القلب ويُعتبر أحد تظاهراته الرئيسية
- في الحالات المسجلة، سبب داء النوكارديات أذية لصمامات القلب سواء كانت صنعية أو طبيعية[2][3]

### الداء الجلدي اللمفاوي
- التهاب النسيج الخلوي المرتبط بالإصابة بداء النوكارديات يشبه الحمرة لكنه أقل شدة
- يحاكي التهاب العقد اللمفاوية داء الشعريات المبوغة مع عقيدات متعددة على مسار الأوعية اللمفاوية
- يعد التهاب تحت الجلد المزمن اختلاط نادر وقد يؤدي إلى التهاب العظم
- قد تُشخص وتعالج خطًا على أنها عدوى بالمكورات العنقودية، وخاصةً العدوى السطحية في الجلد[4]
- يجب أن تُحتضن العينات المأخوذة للزرع لمدة لا تقل عن 48 ساعة لضمان دقة الاختبار

### الإصابة البصرية
- يسبب داء النوكارديات التهاب قرنية في حالات نادرة جدًا
- بشكل عام، غالبًا ما يكون هناك رض عيني سابق كي تؤدي الإصابة بداء النوكارديات إلى إصابة عينية

### داء النوكارديات المنتشر
- يحدث الداء المنتشر من خلال انتشار الأنزيمات التي تحوزها البكتيريا
- يمكن أن يحدث الداء المنتشر لدى المرضى المصابين بدرجة عالية من ضعف المناعة
- غالبًا ما يشتمل على الرئتين والدماغ
- قد تتطور حمى معتدلة أو شديدة
- تتطور ارتشاحات رئوية متعددة التجاويف
- تتطور الخراجات الدماغية في مرحلة لاحقة
- نادرًا جدًا ما تشاهد آفات جلدية
- في حال إهمال العلاج فإن إنذار هذه الإصابة سيء جدًا

## المسببات
تتسبب هذه العضويات، التي توجد عادةً في التربة، في حدوث أمراض متنوعة بين البشر والحيوانات في جميع أنحاء العالم. انتشر اكتشاف آخر وهو أن النوكارديا هي جزء من النبيت المجهري في الفم. أبلغ أيضًا عن وجود أنواع النوكارديا في اللثة الطبيعية وجيوب دواعم السن إلى جانب أنواع أخرى مثل الشعية الفطرية، الدمالقيات والفطور العقدية.
الطريقة الاعتيادية لانتقال العدوى هي استنشاق العضويات العالقة في الغبار. تعتبر الرضوض طريقة شائعة أخرى للانتقال، وخصوصًا رضوض الفك. هذا يؤدي إلى دخول النوكارديا إلى الجريان الدموي وانتشار آثارها المرضية. يعتبر الانتقال عن طريق الاختراق المباشر من خلال الجروح أو السحجات أقل شيوعًا. بشكل عام، تتطلب الإصابة بالنوكارديات درجة معينة من التثبيط المناعي.
الضعف المناعي هو مؤشر عام على أن المريض أكثر عرضة للإصابة بداء النوكارديات، مثل شخص مصاب بالأصل بمرض يضعف جهاز المناعة لديه. بالإضافة إلى ذلك، المرضى الذين يعانون من انخفاض الخلايا التائية أو الاختلاطات الأخرى التي تشتمل على الخلايا التائية لديهم فرص أعلى للإصابة بداء النوكارديات. بالإضافة إلى ذلك، يمكن أن يؤدي الاختراق الرضي الموضعي إلى الإصابة بداء النوكارديات وتحديدًا الأشكال الجلدية والجلدية اللمفاوية للمرض. لا يوجد نمط عرقي معين لخطر الإصابة بداء النوكارديات.